# Parti de la gauche biélorusse « Un monde juste »
 (janvier 2019).
Si vous disposez d'ouvrages ou d'articles de référence ou si vous connaissez des sites web de qualité traitant du thème abordé ici, merci de compléter l'article en donnant les références utiles à sa vérifiabilité et en les liant à la section « Notes et références ».
Le Parti de la gauche biélorusse « Un monde juste » (biélorusse : Беларуская партыя аб'яднаных левых «Справядлівы сьвет» (Bielaruskaja partyja abjadnanych lievych «Spraviadlivy śviet»), russe : Белорусская партия объединённых левых «Справедливый мир» (Belorusskaya partiya ob"yedinonnykh levykh «Spravedlivyy mir»)), de 1991 à 2009 le Parti des communistes de Biélorussie (biélorusse : Партыя камуністаў Беларусі (Partyja kamunistaŭ Bielarusi), russe : Партия коммунистов Белоруссии (Partiya kommunistov Belorussii)), est un ancien parti politique de gauche en Biélorussie, qui s'oppose au gouvernement d'Alexandre Loukachenko.

## Histoire
Le Parti des Communistes de Biélorussie (russe : Партия коммунистов Белорусская, biélorusse : Партыя камуністаў Беларуская (Partyja Kamunistau Bielaruskaja), PKB) a été fondé en 1991 et est devenu un des partis majoritaires de la Biélorussie indépendante. Ce parti ne doit pas être confondu avec le Parti communiste de Biélorussie dont il se sépara en 1996, pour devenir le PKB.
À l'occasion des élections législatives des 13 et 17 octobre 2004, il fit partie de la Coalition populaire des cinq plus (en biélorusse : Народная Кааліцыя Пяцёрка Плюс), qui n'obtint aucun siège. Ces élections furent particulièrement entachées d'irrégularités, d'après un travail réalisé dans le cadre de la Mission d'Observation des élections par l'OSCE/ODIHR[réf. nécessaire].
Il a changé de nom en octobre 2009 pour devenir Parti de la gauche biélorusse « Un monde juste » .
Les principes universels et les droits constitutionnels garantissant la liberté d'expression, d'association et de rassemblement furent gravement atteints. Lors de la campagne électorale, on reprocha aux autorités biélorusses de ne pas traiter de façon égalitaire les différents partis politiques. Elles auraient totalement ignoré les principes de la démocratie selon lesquels chaque citoyen a le droit d'accéder à une fonction politique sans discrimination et peut exprimer ses idées aux électeurs, avec qui il peut discuter librement.

### Interdiction
Le 30 juin 2023, la décision du ministère de la Justice de la République du Biélorussie de refuser de réenregistrer le parti est connue. Le 29 septembre 2023, le parti a été officiellement liquidé par la Cour suprême de Biélorussie, devenant ainsi le dernier parti d'opposition à être dissous en Biélorussie.